# Muskeldystrophie Typ Fukuyama
Die Muskeldystrophie Typ Fukuyama (FCMD) ist ein seltener genetisch bedingter Muskelschwund. Die Erkrankung gehört zur Gruppe der kongenitalen Muskeldystrophien und ist neben Muskelschwund mit schweren Entwicklungsdefekten des Zentralnervensystems wie Lissenzephalie verbunden. 

## Vorkommen
Die Erkrankung kommt vor allem in Japan vor, es konnten einzelne Fälle auch in anderen Ländern beobachtet werden (Australien, Niederlande). In Japan liegt die Prävalenz der FCMD bei 1-2:50.000 Lebendgeborenen.

## Genetik
Ursache für die Erkrankung ist das FCMD-Gen, welches das Protein Fukutin kodiert und auf dem Chromosom 9 Genort q31-33 liegt. Die Vererbung der FCMD erfolgt autosomal-rezessiv. Das Gen wird auch mit FKTN abgekürzt.
Es konnten bereits mehrere Mutationen gefunden werden, die die Funktionalität des Proteins behindern. Worin diese genau besteht konnte aber noch nicht herausgefunden werden. Man weiß aber, dass Fukutin in Herzmuskel, Skelettmuskel, Hirn und Pankreas vorkommt. Man vermutet eine Funktion als Strukturprotein der Zelle.

## Symptome
Die Erkrankung geht nicht nur mit dem fortschreitenden Muskelschwund, sondern vor allem auch mit einer schweren geistigen Retardierung einher. Die meisten betroffenen Kinder können weder stehen noch laufen, die motorische Entwicklung verschlechtert sich vor allem ab dem 5. Lebensjahr. Die Lebenserwartung liegt in der Regel nicht bei mehr als 10 Jahren.
Klinische Merkmale
- symmetrische, generalisierte Muskelschwäche
- dystrophische Veränderung im Skelettmuskel
- Gelenkkontrakturen
- schwere geistige Retardierung (IQ zwischen 30 und 60)
- Fehlbildungen des Gehirnes (Pflasterstein-Lissenzephalie)
- Epilepsie
- motorische Einschränkung

## Verlauf
Bereits im Säuglingsalter zeigen sich erste Symptome wie schlechtes Saugen, schwaches Schreien, Schlaffheit und eine verzögerte Entwicklung. Die Muskelschwäche ist generalisiert und symmetrisch, die Kinder zeigen eine Muskelhypotonie. Zudem gibt es meist Kontrakturen in Hüfte, Knie und Interphalangealgelenken.
Später zeigen sich typische myopathische Gesichtszüge, Pseudohypertrophien (Wade, Unterarme) und ophthalmologische Anomalien (Sehschwäche, Retinadysplasie).
Bei einer schweren FCMD kommt es in der Regel nach dem 10. Lebensjahr zu einer Mitbeteiligung des Herzens und zu Schluckstörungen, die oft zu einer Aspiration mit folgender Pneumonie führen. Die meisten Kinder versterben in diesem Stadium der Erkrankung.
Mehr als die Hälfte der Patienten entwickeln meist zwischen dem ersten und dritten Lebensjahr Krampfanfälle.

## Diagnose
Hauptaspekte für die Diagnose ist die klinische Symptomatik, die neurologische Bildgebung, die Elektromyographie und die Muskelbiopsie. Eine molekulargenetische Testung kann den Verdacht dann bestätigen.
Da die Eltern das Gen tragen und es bei weiteren Schwangerschaften wieder zur Vererbung der Erkrankung kommen kann, sollte den Eltern eine genetische Beratung angeboten werden. Gegebenenfalls kann auch eine vorgeburtliche Diagnostik über Amniozentese oder Chorionzottenbiopsie angeboten werden.
Differentialdiagnostisch müssen berücksichtigt werden:
- Muskeldystrophie Duchenne
- Muskeldystrophie Becker-Kiener
- andere kongenitale Muskeldystrophien mit assoziierter Typ II-Lissenzephalie (Dystroglykanopathien)

## Therapie
Die Erkrankung kann nicht behandelt werden. Aber die betroffenen Kinder können betreut werden, um deren Lebensqualität zu verbessern und das Leben zu verlängern. Dazu gehört Krankengymnastik, orthopädische Behandlung von Komplikationen, Atemhilfen und gegebenenfalls eine antikonvulsive Behandlung. Zudem muss eine kontinuierliche Überwachung von Atemfunktion und Herzfunktion gewährleistet werden.
Neurologische, kardiale und respiratorische Komplikationen bestimmen in der Regel die Prognose der Erkrankung.

## Geschichte
Die Bezeichnung bezieht sich auf den Erstautor der Erstbeschreibung aus dem Jahre 1960 durch Yukio Fukuyama.